# فضای منفی

در لوگوی فدکس بین حروف E و X با استفاده از فضای منفی یک فلش ایجاد شده که ممکن است در نگاه اول به چشم نیاید.

فضای منفی یا فضای سفید (انگلیسی: Negative space) به معنای فضای بین اشکال و موضوعات یک تصویر است. فضای منفی در واقع وجود ندارد و در ذهن مخاطب شکل می‌گیرد. در ترکیب‌بندی عکاسی، طراحی گرافیک و معماری استفاده از فضای منفی یک تکنیک رایج است. روان‌شناسی گشتالت فضای منفی را جزئی از ساختار شکل-زمینه می‌داند.